# Weimar
Weimar (phát âm tiếng Đức: [ˈvaɪmaʁ]; tiếng Latinh: Vimaria or Vinaria) là một thành phố trong bang Thüringen (Đức) nổi tiếng vì có di sản văn hóa thế giới. Weimar nằm trên một vòng cung của sông Ilm, về phía nam của núi Ettersberg. Weimar là thành phố lớn thứ tư của Thüringen sau Erfurt, Gera và Jena.
Thuộc vào di sản văn hóa của thành phố là Trường phái cổ điển Weimar chung quanh Goethe và Schiller, trường phái nghệ thuật, thiết kế tạo dáng và kiến trúc Bauhaus và việc thành lập nền cộng hòa đầu tiên trên nước Đức: Cộng hòa Weimar năm 1919.
Ngoài ra từ năm 1572 Weimar là thủ đô của Công quốc Sachsen-Weimar hay Đại công quốc Sachsen-Weimar-Eisenach. Từ 1920 đến 1848 Weimar là thủ phủ của bang Thüringen. Năm 1999 Weimar là Thủ đô Văn hóa châu Âu.